# Biennio rosso in Italia
Il biennio rosso è stato un periodo della storia d'Italia compreso fra il 1919 e il 1920, caratterizzato da una serie di lotte operaie e contadine che ebbero il loro culmine e la loro conclusione con l'occupazione delle fabbriche nel settembre 1920. Nel corso del biennio rosso si verificarono soprattutto nell'Italia centro-settentrionale, mobilitazioni contadine, tumulti annonari, manifestazioni operaie, occupazioni di terreni e fabbriche con, in alcuni casi, tentativi di autogestione. Le agitazioni si estesero anche alle zone rurali e furono spesso accompagnate da scioperi, picchetti e scontri. Una parte della storiografia estende la locuzione ad altri paesi europei, interessati, nello stesso periodo, da moti analoghi.
L'espressione "biennio rosso" entrò nell'uso comune già nei primi anni venti, con accezione negativa; venne infatti utilizzata da pubblicisti di parte borghese per sottolineare il grande timore suscitato, nelle classi possidenti, dalle lotte operaie e contadine, e quindi per giustificare la reazione fascista che ne seguì. Negli anni settanta, il termine "biennio rosso", questa volta con connotazioni positive, venne ripreso da una parte della storiografia, politicamente impegnata a sinistra, che incentrò la sua attenzione sulle agitazioni del 1919-20, considerandole come uno dei momenti di più forte scontro di classe e come esperienza esemplare nella storia delle relazioni che intercorrono fra l'organizzazione della classe operaia e la spontaneità delle sue lotte.

## Premesse

### La crisi economica

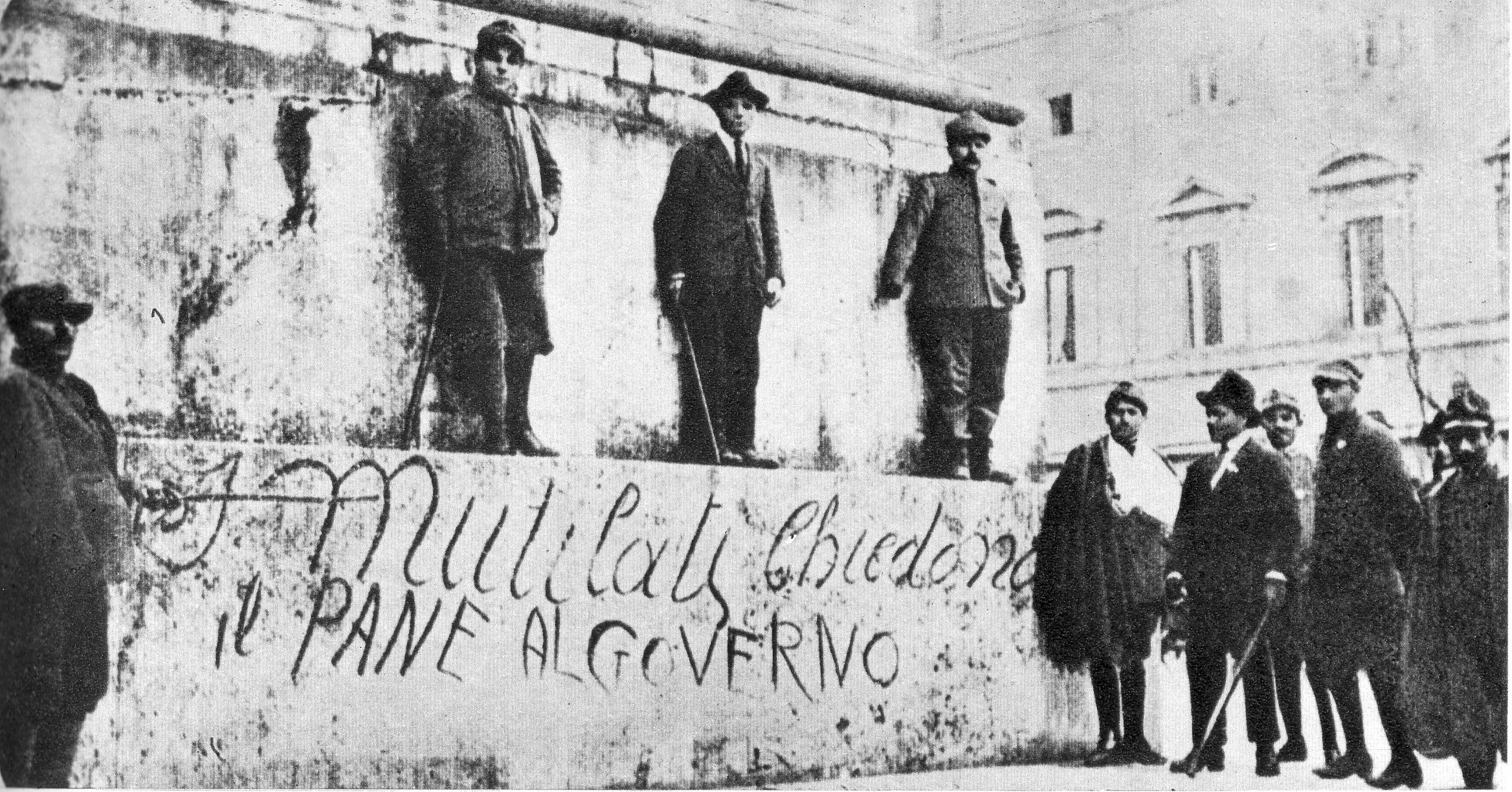
Manifestazione di protesta organizzata dall'"Associazione nazionale mutilati e invalidi di guerra".

L'economia italiana si trovava in una situazione di grave crisi, iniziata già durante la guerra e che si protrasse a lungo; infatti, nel biennio 1917-1918 il reddito nazionale netto era sceso drasticamente, e rimase, fino a tutto il 1923, ben al di sotto del livello d'anteguerra, mentre il tenore di vita delle classi popolari era, durante la guerra, nettamente peggiorato; secondo una statistica, fatto pari a 100 il livello medio dei salari reali nel 1913, questo indice era sceso a 64,6 nel 1918. Nell'immediato dopoguerra si verificarono inoltre un ingentissimo aumento del debito pubblico, un forte aggravio del deficit della bilancia dei pagamenti, il crollo del valore della lira e un processo inflattivo che portò con sé la repentina diminuzione dei salari reali. Il peggioramento delle condizioni di vita delle classi popolari (già duramente provate dalla guerra) fu la causa immediata dell'ondata di scioperi e di agitazioni, iniziata nella primavera del 1919, alla quale non rimase estranea nessuna categoria di lavoratori, sia nelle città sia nelle campagne, compresi i pubblici dipendenti, cosicché l'anno 1919 totalizzò complessivamente in Italia oltre 1 800 scioperi economici e più di 1 500 000 scioperanti.
Mentre gli operai scioperavano prevalentemente per ottenere aumenti salariali e miglioramenti delle condizioni di lavoro (la riduzione dell'orario di lavoro a otto ore giornaliere fu ottenuta, nelle grandi industrie, nell'aprile 1919), gli scioperi nelle campagne, che coinvolsero nel 1919 più di 500 000 lavoratori, ebbero obiettivi diversi a seconda delle categorie: i sindacati dei braccianti lottavano per ottenere il monopolio del collocamento e l'imponibile di manodopera, mentre mezzadri e salariati fissi cercarono di ottenere dalla proprietà terriera nuovi patti a loro più favorevoli; contemporaneamente si verificarono, soprattutto nel Lazio e nel meridione, importanti lotte per l'occupazione delle terre incolte da parte di braccianti agricoli, coloni e contadini piccoli proprietari.

### Il reducismo
Come in tutta l'Europa post-bellica, anche in Italia gli ex combattenti, costituiti in proprie associazioni, divennero un elemento importante del quadro politico. Le associazioni di reduci in Europa erano caratterizzate da alcune istanze comuni a tutte: la difesa del prestigio internazionale del proprio paese e la rivendicazione di importanti riforme politiche e sociali.
In Italia gli orientamenti politici degli ex combattenti furono vari. Solo una minoranza aderì ai Fasci di combattimento fondati da Mussolini nel 1919; molti di più furono i reduci che diedero il proprio consenso alle idealità democratiche espresse dai "quattordici punti" del presidente statunitense Woodrow Wilson; l'Associazione Nazionale Combattenti, nel suo congresso di fondazione che ebbe luogo nell'aprile 1919, propose l'elezione di un'Assemblea Costituente che avrebbe avuto il compito di deliberare un nuovo assetto democratico dello Stato. Una parte della storiografia ha ritenuto che l'incomprensione e l'ostilità che il Partito Socialista Italiano riservò in quegli anni alle istanze espresse dai reduci, abbiano contribuito a spingere questi ultimi a destra, verso il nazionalismo e il fascismo. Un'altra parte della storiografia ha rilevato, tuttavia, che l'atteggiamento socialista di opposizione alla guerra era in continuità con il pacifismo e il neutralismo che tale partito aveva già espresso prima e durante il grande conflitto, atteggiamento che era d'altronde largamente condiviso dai suoi elettori e che il partito molto difficilmente avrebbe potuto sconfessare a guerra finita. Peraltro, sia nel 1915 sia nel 1919 l'orientamento neutralista (che fosse di matrice cattolica, giolittiana o socialista) era quello ampiamente maggioritario in Italia, cosicché l'interventismo e il bellicismo finirono per assumere più facilmente un carattere antidemocratico.
Due furono, comunque, i principali orientamenti politici nei quali si articolò il movimento degli ex combattenti: uno più radicale, che trovò espressione nell'associazione degli arditi e nei nazionalisti estremisti come D'Annunzio, Marinetti e Mussolini; e un secondo orientamento più moderato, rappresentato dalla Associazione Nazionale Combattenti, la quale in politica estera non condivideva lo sciovinismo dei nazionalfascisti, mentre in politica interna era piuttosto vicina alle posizioni di Nitti e di Salvemini.
Gli ex combattenti furono anche protagonisti, in quegli anni, di importanti lotte sociali, soprattutto nell'Italia meridionale: specialmente in Calabria, in Puglia e nel centro-ovest della Sicilia ebbero luogo rilevanti occupazioni di terre già facenti parti di latifondi, per un'estensione che è stata stimata fra i quarantamila e i cinquantamila ettari nel biennio 1919-20; questi movimenti furono spesso guidati dalle associazioni dei reduci, a differenza dell'Italia settentrionale, dove i moti contadini ebbero prevalente carattere bracciantile e furono perlopiù egemonizzati dai socialisti.

### I riflessi della rivoluzione russa

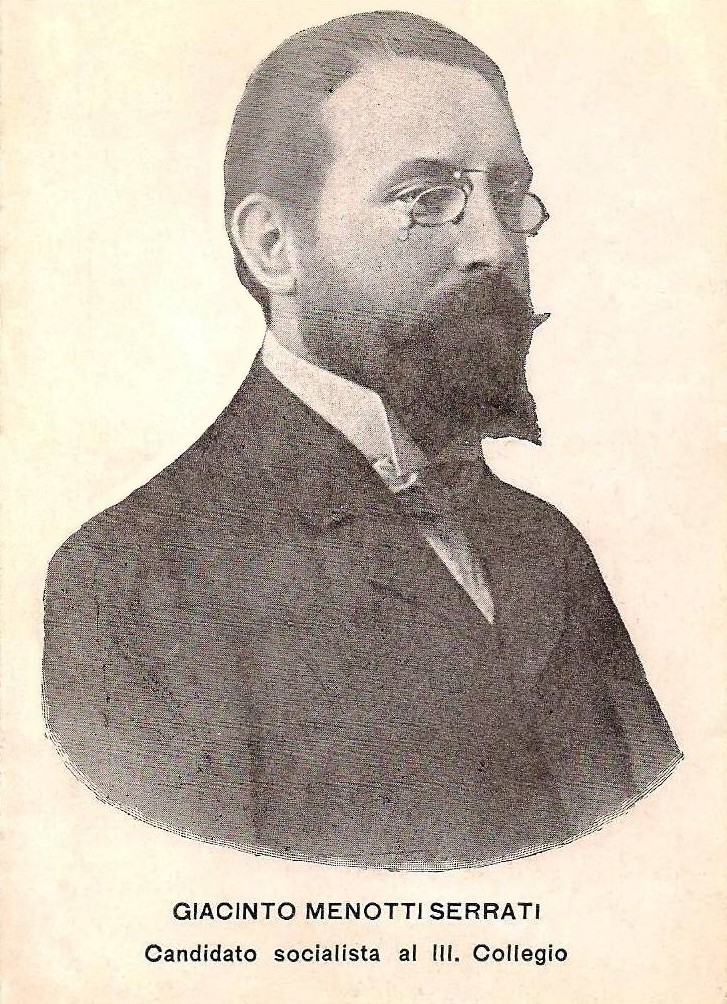
Giacinto Menotti Serrati, direttore dell'Avanti! dal 1914 al 1922

La Rivoluzione russa che nel marzo 1917 aveva portato alla costituzione del Governo Provvisorio Russo sotto la guida di Aleksandr Kerenskij aveva subito ottenuto il sostegno morale dei socialisti italiani e dell'Avanti! che in essa intuivano già gli ulteriori sviluppi. L'Avanti! il 19 marzo scrisse: «la bandiera rossa issata dal proletariato di Pietrogrado ha ben altro significato che un'adesione delle masse della Russia lavoratrice alla presente situazione creata dagli imperialismi di tutti i paesi». La notizia degli avvenimenti russi giunse in Italia in un momento particolarmente difficile, sia sul fronte militare sia nel settore economico e già alla fine di aprile in parte ispirarono disordini soprattutto a Milano causati dalla carenza del riso. I socialisti accentuarono la richiesta di arrivare alla pace ma aggiungendo anche espliciti inviti alla ribellione. Ad agosto a Torino, in occasione della visita di una delegazione russa in Italia, vi furono manifestazioni di operai che accolsero i delegati al grido di "Viva Lenin" e che in poche settimane raggiunsero il culmine con la più violenta sommossa registrata in Italia durante la guerra. I moti ebbero luogo fra il 22 e il 27 agosto e si chiusero con un bilancio di circa cinquanta morti fra i rivoltosi, circa dieci fra le forze dell'ordine e circa duecento feriti; vi furono un migliaio di arrestati; di essi, varie centinaia furono condannati alla reclusione in carcere. La sommossa di Torino, indubbiamente spontanea in quanto causata dalla contingente mancanza di pane, era comunque frutto della intensa propaganda socialista e della sconfitta del Regio Esercito nella battaglia di Caporetto aprì scenari che avrebbero favorito una rivoluzione in Italia.
L'esaltazione di Lenin e della Russia, che fece molta presa sulla classe operaia dell'epoca, fu soprattutto dovuta al direttore dell'Avanti! Giacinto Menotti Serrati e la rivoluzione russa, presso i massimalisti, fu considerata "uno sbocco necessario della situazione italiana", ma in realtà i dirigenti socialisti davanti a una massa in parte politicizzata non avevano idea di come dirigerla e dopo averla fomentata tentarono inutilmente di ricondurla alla legalità. Inoltre, il Partito Socialista nell'ultimo anno di guerra accentuò le proprie divisioni interne e anche alla sua sinistra nacque una corrente "intransigente rivoluzionaria" che scavalcò anche i massimalisti a sinistra mentre l'ala riformista di destra a seguito di Caporetto sentì il dovere di sostenere lo sforzo bellico contro l'invasione nemica. Note sono le parole del leader riformista Filippo Turati al Parlamento: «L'onorevole Orlando ha detto: Al Monte Grappa è la Patria. A nome dei miei amici ripeto: Al Monte Grappa è la Patria». La Rivoluzione d'ottobre in Russia in ogni caso rafforzò la corrente massimalista, ma soprattutto quella intransigente del Partito Socialista che aveva i suoi principali centri a Roma, Torino, Milano, Napoli e Firenze e di cui divenne la vera e propria avanguardia.
Il Congresso di Roma del 1°-5 settembre 1918 sancì ufficialmente la nuova linea politica del Partito Socialista che avrebbe dovuto «esplicarsi esclusivamente sul terreno della lotta di classe» e ricorrere all'espulsione dal partito per chi «renda omaggio alle istituzioni monarchiche, partecipi od indulga a manifestazioni patriottiche o di solidarietà nazionale».
Alla fine della prima guerra mondiale e per buona parte del 1919 il peso dei socialisti intransigenti si manifestò più apertamente guadagnando sempre più posizioni. A Torino il PSI locale era guidato da Giovanni Boero, leader locale degli intransigenti, a Napoli divenne una figura di spicco Amadeo Bordiga, che fondò il suo settimanale Il Soviet, a Roma era intransigente la federazione giovanile. Su posizioni estreme era anche il settimanale La Difesa di Firenze, città che il 9 febbraio 1919 vide la vittoria del gruppo intransigente all'interno della federazione socialista, così come a Milano l'11 marzo, nonostante che sindaco della città fosse il socialista moderato Emilio Caldara. Il prevalere degli intransigenti all'interno del Partito Socialista comportò una radicalizzazione delle posizioni e parole come "Repubblica socialista" e "Dittatura del proletariato" furono sempre più spesso usate. Le tesi di Lenin sulle guerre, viste solo come lotte tra imperialismi destinate infine a rinforzare esclusivamente le forze della reazione, evidenziano come lo scontro a questo punto per i socialisti potesse essere solo tra conservazione e rivoluzione.

Un ruolo di rilievo nel radicalizzare le mobilitazioni popolari lo ebbe anche il rientro in Italia (dicembre 1919) dell'agitatore anarchico Errico Malatesta (salutato dalle folle come il "Lenin italiano"), la nascita a Milano, nel febbraio 1920, del quotidiano anarchico Umanità Nova, da lui diretto, e la nascita dell'Unione anarchica italiana.

### La reazione antisocialista

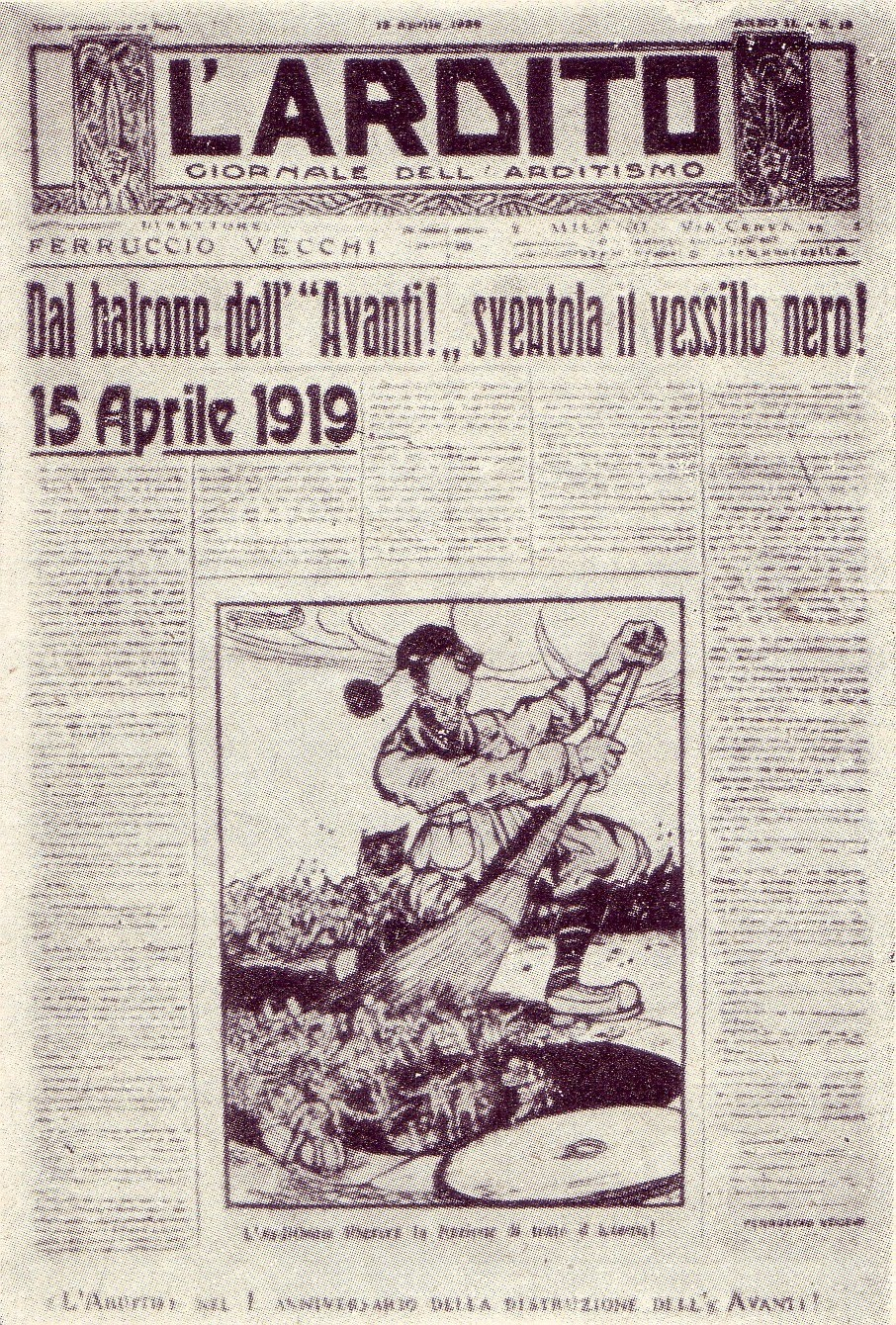
Copia de L'Ardito, rivista fondata da Ferruccio Vecchi. L'assalto all'Avanti! assunse una valenza fondante nell'immaginario antisocialista

La radicalizzazione delle posizioni politiche socialiste polemiche con la guerra appena conclusa giocava inoltre a favore delle organizzazioni nazionaliste che si ersero a difesa della vittoria e a custodi dell'ordine. L'antisocialismo dei nazionalisti, ribattezzato antibolscevismo, che seppur avesse radici più lontane, trovò nuova linfa nell'ostilità dimostrata dai socialisti nei confronti della "Vittoria" di una Patria definita come un'"inganno borghese" rendendo presso i nazionalisti il concetto di patriottismo indissolubilmente legato a quello di antisocialismo.
Per tutto il 1918 e fino alla seconda metà di febbraio del 1919, a parte sporadiche polemiche antisocialiste, non vi fu un'effettiva contrapposizione. Le cose iniziarono a cambiare il 16 febbraio 1919, dopo che un imponente corteo socialista svoltosi a Milano sfilò ordinato per il centro cittadino: le forze interventiste reagirono chiamando all'unità di tutti i gruppi nazionalisti e Mussolini su Il Popolo d'Italia pubblicò un duro articolo intitolato «Contro la bestia ritornante… ». Tuttavia, ancora nel marzo 1919, proprio il «Popolo d'Italia» annunziava compiaciuto che a Dalmine "2000 operai avevano occupato lo stabilimento ... issando il tricolore".
Le manifestazioni socialiste cominciarono a moltiplicarsi e alla polemica contro la guerra si aggiunse quella contro i "combattenti" e sempre più presente divenne l'esaltazione di Lenin e del bolscevismo. Tutto ciò, unitamente alla violenza verbale dei giornali socialisti e dell'Avanti!, con dichiarazioni di guerra allo "Stato borghese" mischiate all'esaltazione della Rivoluzione d'ottobre, metteva in allarme gli organi dello Stato.
La contrapposizione tra socialisti e interventisti scoppiò violenta a Milano il 15 aprile 1919 dopo una giornata di scontri, che culminò nell'assalto squadrista all'Avanti! tra manifestanti del Partito Socialista e contromanifestanti, arditi, futuristi (vicini agli anarchici) e i sansepolcristi dei neocostituiti Fasci italiani di combattimento che si fecero notare per la prima volta a livello nazionale.
A partire dalla primavera del 1919 si costituirono numerose associazioni patriottiche e studentesche, di reduci oppure nazionaliste, tutte accomunate dall'antisocialismo, le quali iniziano a manifestare, pubblicare riviste oppure a organizzare riunioni.
Alle associazioni combattentistiche antisocialiste, oltre alle formazioni più audaci e a carattere volontario degli arditi, presero parte soprattutto reduci animati anch'essi da patriottismo che si sentivano offesi dalle offensive svalutazioni fatte dall'Avanti!.

## L'ondata di scioperi

### Gli scioperi contro il carovita
L'11 giugno la popolazione di Spezia scese in piazza contro il carovita. I carabinieri spararono su un grande corteo che si era andato formando nelle strade cittadine uccidendo due manifestanti e ferendone una ventina. I dimostranti allora insorsero saccheggiando i negozi e prendendo il controllo della città spalleggiati dagli equipaggi delle navi della Regia Marina ancorate nel porto ligure. La protesta continuò per otto giorni. Il 13 giugno,sulla scia degli eventi spezzini, si verificano gravi incidenti anche a Genova, dove morì un manifestante. Lo stesso giorno, durante alcuni scontri seguiti a un comizio anarchico a Santo Stefano Magra, rimase ucciso da un colpo di pistola il carabiniere Vincenzo Vannini. Il 2 luglio dilagarono tumulti in tutto il Paese contro il carovita e si registrarono saccheggi in varie città. A Firenze furono razziati diversi negozi e si registrano numerosi scontri con le forze dell'ordine, i cosiddetti "Bocci-Bocci"; il 4 fu ucciso un manifestante, il 6 due. Il 4 luglio a Imola (BO) si registrarono scontri tra i manifestanti e la forza pubblica: cinque morti tra i dimostranti. Il 7 luglio a Genova, dove saccheggi e scontri si verificavano da giorni, la tensione raggiunse il suo picco: un manifestante venne ucciso. Il 9 luglio a Brescia, città dove da giorni si verificavano incidenti, le forze dell'ordine uccisero un manifestante. Lo stesso giorno quattro dimostranti furono uccisi a Taranto. Il 10 luglio a Spilimbergo (UD) militari, a difesa dei negozi, spararono sui manifestanti radunatisi nella piazza del paese uccidendone quattro. L'11 luglio anche a Lucera si verificarono gravissimi incidenti per il caroviveri: dieci manifestanti furono uccisi e un'ottantina vennero feriti dall'intervento delle forze dell'ordine. Due morti anche a Rossiglione e uno a Rio Marina.
Il nuovo presidente del consiglio Francesco Saverio Nitti cercò di venire incontro alle istanze degli operai e dei contadini operando però un netto discrimine tra le agitazioni sociali. Distinguendo tra agitazioni economiche che le forze dell'ordine avrebbero dovuto mantenere nella legalità ma verso le quali il Governo intendeva cercare una mediazione e le agitazioni politiche considerate "sovversive" che non sarebbero state tollerate. L'intendimento di Nitti però si scontrò con il Partito Socialista che, accusandolo di essere "giolittiano", si rifiutò di scendere a compromessi con rappresentanti della borghesia: «Siamo lieti di trovarci di fronte ad altro governo di coalizione borghese, perché ancora e sempre il nostro bersaglio non sarà l'uno o l'altro partito, ma tutti i partiti borghesi. E faremo altrettanto contro i governi che si ergeranno a sostituire l'attuale...». L'intransigenza socialista portò il partito a convergere sempre più con gli anarchici ingenerando la convinzione nei contemporanei della nascita di un "bolscevismo italiano" in cui le bandiere rosse socialiste si affiancarono sempre più spesso alle rosso-nere anarchiche.
Uniti sul piano politico i socialisti e gli anarchici divergevano nell'atteggiamento da tenere nei confronti dei tumulti. I socialisti fecero il possibile per mantenerli nei limiti della legge ed evitare le degenerazioni dei saccheggi mentre gli anarchici ritennero i tumulti un'occasione da sfruttare per arrivare alla "rivoluzione" e pertanto fecero il possibile per fomentarli. Pur in disaccordo con i metodi anarchici i socialisti non ne sconfessarono le azioni pubblicamente insistendo anzi sulle riviste socialiste sulla Rivoluzione imminente e denominando i comitati di fabbrica "soviet" secondo l'esempio russo, come l'istituzione Guardie Rosse.

### Lo sciopero generale del 20-21 luglio 1919
Il 9 giugno 1919 fu indetta per il 20-21 luglio la prima grande manifestazione socialista in concomitanza con uno sciopero generale e i socialisti riuscirono a rintuzzare i tentativi degli anarchici di non fissare un termine allo sciopero. Ciononostante il clima incandescente nell'immaginario fece assumere allo sciopero una valenza rivoluzionaria e nonostante i toni cauti dell'Avanti! la base si convinse che stesse per scattare la "grande ora". In realtà però lo sciopero generale si svolse in totale tranquillità grazie anche ai ripetuti appelli dei socialisti e quasi ovunque i servizi continuarono a funzionare. La mancata rivoluzione annunciata, dopo i ripetuti proclami degli anarchici e dei fogli socialisti legati al massimalismo, sfiduciò il proletariato e rinvigorì invece il fronte antisocialista. Secondo Salvemini il Governo Nitti fu quello che trasse il maggior vantaggio potendosi presentare al paese, dopo i ripetuti proclami rivoluzionari, come il garante dell'ordine. Infatti, Nitti, fermo alla sua politica di discrimine, aveva nei giorni precedenti provveduto a far arrestare preventivamente i capi anarchici senza toccare invece i socialisti.
Secondo Ludovico D'Aragona, segretario della Confederazione Generale del Lavoro:
(Ludovico D'Aragona segretario della Confederazione Generale del Lavoro)

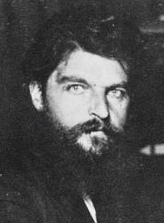
Nicola Bombacci

Da molte parti si sperava, o all'opposto si temeva, una rivoluzione socialista simile a quella avvenuta in Russia nel 1917. In particolare, le aspettative si rivolgevano all'opera di Nicola Bombacci, che era ritenuto stretto seguace nonché probabile emulatore di Lenin e che fu segretario del PSI tra il 1919 e il 1920. Come tale, si recò a Mosca, dove fu ricevuto in separata sede da Lenin. Infatti, in Bombacci troviamo la più radicata convinzione del comunismo come agente che permette l’edificazione del sistema partito-stato che darà origine a un nuovo ordine sociale, morale e politico basato sulla rivoluzione di stampo proletario.
Inoltre l'allarmismo, causato dai continui richiami rivoluzionari e dagli echi della Terza Internazionale, contribuì a creare in seno alle forze armate e al governo una sostanziale avversione contro le iniziative definite sovversive nelle quali, indistintamente, venivano compresi sia i socialisti che gli anarchici. Per di più, proprio in occasione dello sciopero del 20-21 luglio numerose informative riservate segnalavano al Governo intenti rivoluzionari finalizzati alla conquista del potere da parte dei cosiddetti "sovversivi" e una pericolosa propaganda tra le truppe. Oltre a ciò si aggiunsero ulteriori segnalazioni circa l'arrivo in Italia di inviati del Comintern con il compito di attuare un'insurrezione.
Al fine di fronteggiare una possibile insurrezione, Francesco Saverio Nitti, già in data 14 luglio 1919 aveva dato disposizione ai prefetti del Regno di aprire i contatti con tutte le associazioni e i partiti politici d'"ordine".
(Il presidente del Consiglio Francesco Saverio Nitti nella circolare inviata ai prefetti il 14 luglio 1919)
Secondo Roberto Vivarelli, anche se non esiste riscontro documentale è presumibile ritenere che i Fasci Italiani di Combattimento da questo momento entrarono a far parte dei cosiddetti Partiti d'Ordine.

### Il congresso socialista e le elezioni del 1919
Il XVI Congresso del Partito Socialista Italiano, tenuto a Bologna dal 5 all'8 ottobre 1919, vide l'affermazione della frazione massimalista, la cui mozione fu approvata con il 65% dei voti prevalendo sulla posizione dei riformisti, che avevano orientato il programma del partito fin dalla sua fondazione nel 1892. Il documento approvato dai delegati si richiamava all'esperienza della Rivoluzione bolscevica e proponeva l'instaurazione della dittatura del proletariato e la creazione di soviet dei lavoratori, dei contadini e dei soldati.
Le elezioni politiche italiane del 1919, che per la prima volta utilizzavano il sistema proporzionale, videro una forte affermazione del Partito socialista italiano che riscosse il 32,4% dei voti, mentre il Partito popolare ebbe il 20,6%; la maggioranza dei voti andò così ai due partiti di massa, mentre le varie liste liberali e liberaldemocratiche (che fino ad allora avevano dominato il parlamento italiano post-unitario) per la prima volta persero la maggioranza dei seggi alla Camera. Le liste di ex combattenti (presenti in diciotto collegi) ottennero il 3,37% del totale dei voti; i fascisti non ebbero nessun parlamentare eletto. I vari governi liberali che si succedettero fra il novembre 1919 e l'ottobre 1922 poterono reggersi solo grazie all'appoggio esterno del Partito Popolare.
La scelta "eversiva" fatta dal Partito Socialista e la contestazione alle istituzioni lo poneva automaticamente all'opposizione senza possibilità di stabilire alleanze con gli altri partiti bollati come "borghesi" annullando di fatto il grande successo elettorale e scontentando parte dell'elettorato che desiderava imprimere un cambiamento nella politica nazionale.

## Le rivolte e la repressione

### La repressione degli scioperi
Il movimento rivendicativo che aveva caratterizzato il 1919, anche con scioperi eclatanti quali ad esempio l'occupazione dei cantieri Ansaldo di Viareggio, si intensificò ulteriormente nel 1920, si registrarono in Italia più di 2 000 scioperi a cui presero parte più di 2 300 000 scioperanti; nello stesso anno, i lavoratori organizzati in sindacati ammontavano a più di 3 500 000, di cui 2 150 000 nella sola CGdL. In parallelo il padronato industriale e agrario si organizzò a livello nazionale: la Confederazione generale dell'industria, che era stata fondata il 5 maggio 1910, nel 1919 spostò la propria sede a Roma, e nel dicembre 1920 nacque la Confederazione generale dell'agricoltura.
Il 3 dicembre 1919 a Mantova, nel corso dello sciopero generale indetto dai sindacati scoppiarono violenti incidenti tra i manifestanti e le forze dell'ordine. Negli scontri morirono un soldato, un dimostrante, un civile asfissiato nella sua armeria incendiata dalla folla e una donna stroncata da un infarto. A Torino lo studente e scout Pierino Del Piano rimase ucciso nel corso di tumulti, a opera di «bolscevichi», per aver sostenuto che «non è delitto gridare viva l’Italia». Il giorno seguente, sempre a Mantova, i carabinieri aprirono il fuoco per errore sulla folla inerme che defluiva da un comizio per le vittime del giorno precedente: tre morti, tra cui il sindacalista Giuseppe Bertani, e un ferito grave che sarebbe morto il giorno dopo. Il 29 febbraio 1920 a Milano, dopo un comizio della Lega proletaria mutilati e invalidi in Piazza Missori, le forze dell'ordine aprirono il fuoco uccidendo un ferrotranviere e un invalido. Anarchici e sindacalisti indissero un sciopero di protesta che si prolungò per quattro giorni, dando luogo a scontri e barricate.
Nel marzo 1920 scoppiarono importanti scioperi, in particolare, presso la FIAT di Torino, lo sciopero delle lancette, cosiddetto per l'episodio che diede origine alla vertenza. Gli operai di Torino della FIAT avevano chiesto alla direzione dello stabilimento, in concomitanza con l'entrata in vigore dell'ora legale, di posticipare di un'ora l'ingresso al lavoro. Dopo il diniego da parte della proprietà, la Commissione interna dell'officina Industrie Metallurgiche aveva proceduto, di sua iniziativa, a spostare di un'ora indietro l'orologio della fabbrica. In seguito a ciò, la direzione licenziò tre membri della Commissione interna; gli operai risposero con uno sciopero di solidarietà che, il 29 marzo 1920, coinvolse tutte le officine metallurgiche di Torino e al quale gli industriali risposero a loro volta con una serrata, pretendendo, come condizione per riprendere il lavoro negli stabilimenti, che venissero sciolti i Consigli di fabbrica. Lo sciopero generale, indetto alla metà di aprile, coinvolse circa 120 000 lavoratori di Torino e provincia. Tuttavia, tanto la direzione nazionale della CGdL quanto quella del Partito Socialista si rifiutarono di dare il loro appoggio al movimento torinese, né vollero estendere la vertenza al resto d'Italia mediante la proclamazione di uno sciopero generale. Inoltre in quei giorni il governo inviò a presidiare la città una truppa di circa 50 000 militari. Isolati a livello nazionale e sotto la minaccia delle armi, gli operai di Torino dovettero capitolare: la vertenza si chiuse con un concordato che prevedeva un forte ridimensionamento dei Consigli di fabbrica. Lo sciopero terminò così il 24 aprile senza che i lavoratori coinvolti avessero visto riconosciute le proprie richieste, fra cui il riconoscimento, da parte degli industriali, dei Consigli di fabbrica. Antonio Gramsci, dalla rivista L'Ordine Nuovo, ammise la momentanea sconfitta:
(Antonio Gramsci)
Le manifestazioni e le azioni repressive si moltiplicarono anche nel resto del Paese. Il 7 marzo, durante una manifestazione presso la Casa del Popolo di Siena, i carabinieri spararono e uccisero il ferroviere socialista Enrico Lachi. Il 3 aprile a San Costanzo (PS) un socialista fu ucciso da un militante popolare. Il 5 aprile una manifestazione sindacale a Decima di Persiceto venne repressa nel sangue dai carabinieri. Nell'eccidio di Decima si contano otto morti e oltre trenta feriti. Il 7 aprile a Modena, durante lo sciopero generale per i morti di Decima, una manifestazione venne nuovamente repressa brutalmente dai carabinieri: cinque morti. Il 9 aprile Nardò fu teatro di un'insurrezione contadina scoppiata alla notizia del massacro di Decima. Il giorno seguente reparti dell'esercito e delle forze dell'ordine giunsero in paese per reprimere i tumulti. Tre manifestanti e un poliziotto rimasero uccisi.

Il 18 aprile scoppiarono disordini anche a Raiano contro l'aumento del costo dell'acqua. Si verificarono scontri tra la folla, che voleva invadere il municipio, e le forze dell'ordine poste a difesa dell'edificio. Morirono un commissario di pubblica sicurezza e tre dimostranti. Il 28 aprile a Roma, al termine di una manifestazione socialista pro Unione Sovietica, le forze dell'ordine caricarono la folla. Davanti al Colosseo la guardia regia Umberto Basciani venne disarcionata e pugnalata a morte da un dimostrante. Rimasero feriti anche un poliziotto e una passante. A Fiume, il 20 aprile gli autonomisti di Riccardo Zanella, ostili ai legionari dannunziani, con l'appoggio dei socialisti, proclamarono lo sciopero generale..

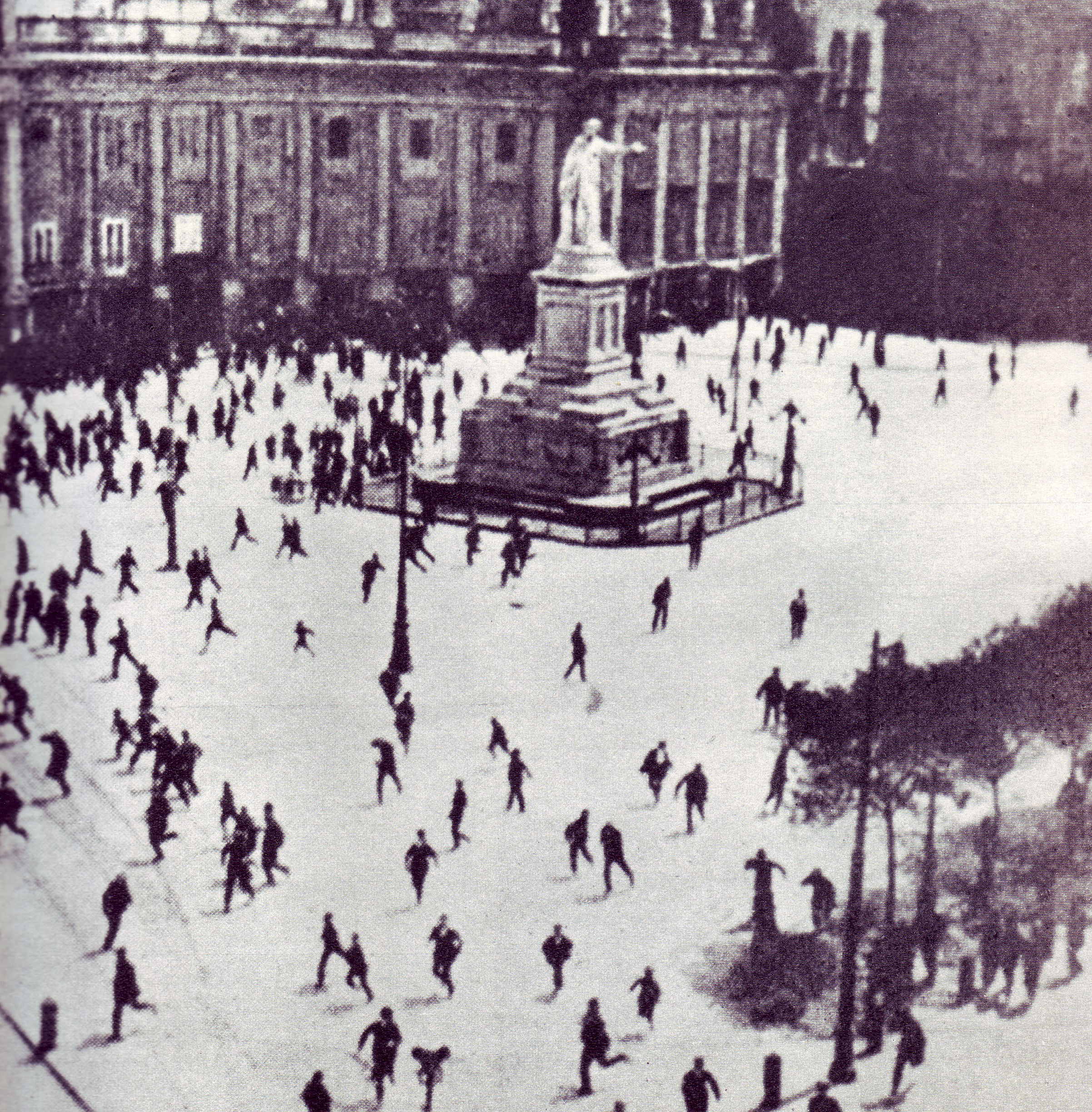
Napoli: il corteo del 1º maggio 1920 è disperso dalle guardie regie

Il 1º maggio, in occasione della festa dei lavoratori, furono indetti cortei nelle principali città che in alcuni casi furono dispersi dalla polizia come a Torino e a Napoli. Un nuovo sciopero indetto contro l'aumento del prezzo del pane indebolì il secondo governo Nitti, che si dimise il 9 giugno 1920 per lasciare il posto all'ottantenne Giovanni Giolitti che formò il suo quinto esecutivo. Manifestazioni e cortei proseguirono ininterrotti per lungo tempo con vittime sia tra i militari che tra i manifestanti. Il 1º maggio in piazza Statuto a Torino la Pubblica Sicurezza caricò i manifestanti, uccidendone due. Un commissario venne ucciso da una bomba. A Pola i bersaglieri uccisero quattro manifestanti e ne ferirono una trentina. Un morto a Vicenza. A Brendola negli scontri con i popolari i socialisti lamentarono un morto. Un morto tra i popolari a Paola (CS) durante degli incidenti con i socialisti.
Tra il 2 e il 5 maggio scoppiò a Viareggio una rivolta causata dall'assassinio del guardialinee Augusto Morganti da parte di un carabiniere durante il derby calcistico tra la squadra locale e la Lucchese. Le caserme dei carabinieri e dell'esercito della città vennero assaltate dalla folla inferocita che riuscì così a impossessarsi di un ingente numero di fucili. Dopo aver istituito una milizia di guardie rosse i rivoltosi proclamarono la Repubblica Viareggina nonostante la contrarietà della Camera del Lavoro. Per circoscrivere la rivolta le autorità militari decisero di assediare Viareggio sia da terra sia dal mare con l'invio di una cannoniera da Livorno. Dopo due giorni l'assemblea dei manifestanti vide prevalere la corrente moderata che raggiunse con il governo un accordo di resa in cambio di un'amnistia. Il 2 maggio a Bagnara di Romagna, durante l'inaugurazione del monumento ad Andrea Costa un carabiniere uccise l'anarchico Leo Bianconcini. Il 4 maggio scoppiarono incidenti tra repubblicani e socialisti a Imola durante l'inaugurazione del monumento ad Andrea Costa: un morto. Lo stesso giorno a Livorno, durante lo sciopero generale in sostegno della rivolta viareggina, i carabinieri uccisero il socialista Flaminio Mazzantini. In serata gli anarchici assaltano la questura labronica.
Il 10 maggio le forze dell'ordine spararono e uccisero tre contadini che avevano preso parte all'occupazione di alcune terre a Magione. L'11 maggio i carabinieri spararono contro dei minatori in sciopero ad Iglesias uccidendone sei e ferendone una quarantina. Il 13 giugno un gruppo di socialisti milanesi giunto a Rho (MI) aggredì un gruppo di fedeli davanti al Santuario dell'Addolorata. Rimase ucciso da un colpo di pistola il cattolico Angelo Minotti. Il 22 giugno 1920, dopo un comizio indetto alla Camera del Lavoro all'Arena, gli anarchici si scontrarono duramente con la polizia che uccise sei manifestanti. Il giorno seguente, gli operai e i tranvieri scesero in sciopero. A metà mattinata un gruppo di manifestanti bloccò i mezzi pubblici in transito in piazzale Loreto. Il vicebrigadiere dei Carabinieri, in servizio presso la legione Milano, Giuseppe Ugolini, mentre si trovava a bordo di un tram in corso Buenos Aires, venne intercettato da circa duecento manifestanti anarchici. Circondato dalla folla, rifiutatosi di consegnare il fucile, aprì il fuoco uccidendo l'operaio Alfredo Cappelli e l'ex guardia di finanza Francesco Bonini e ferendo tre persone. Subito dopo venne linciato dai manifestanti. Poche ore dopo venne lanciata una bomba contro le vetrate di un ristorante al cui interno si trovavano alcuni militari. Rimase ferito mortalmente un capitano dell'esercito.
Il 23 giugno a Parabita i contadini locali in sciopero furono caricati dai carabinieri che spararono e uccisero quattro manifestanti. Lo stesso giorno a Mammola i contadini locali che chiedevano lavori pubblici contro la disoccupazione che attanagliava il territorio occuparono il municipio issando la bandiera rossa. Dopo alcuni arresti effettuati dalla forza pubblica i dimostranti organizzarono un corteo di protesta sciolto a fucilate dai carabinieri con il saldo di un morto.
Il 26 giugno a Piombino scoppiò una rivolta contro il migliaio di licenziamenti annunciato dalla direzione dell'ILVA. Vennero attaccate le proprietà della borghesia e dei ceti più benestanti della cittadina scatenando la durissima reazione delle forze dell'ordine: tre morti, decine di feriti e una ventina di arresti. Il 27 giugno a Sarezzo un gruppo di socialisti e di anarchici cercò di interrompere una manifestazione sindacale indetta dalle leghe cattoliche. Negli incidenti che ne seguirono rimase ucciso da un colpo di pistola un carabiniere. I commilitoni del caduto aprirono allora il fuoco sui dimostranti uccidendo quattro socialisti.
Il 15 luglio a Panicale, nel corso di una manifestazione sindacale, i carabinieri spararono e uccisero sei contadini. Il 17 luglio a Monterongriffoli di Montalcino, l'arresto di tre contadini da parte dei carabinieri, impegnati a proteggere dei crumiri che stavano mietendo il grano, scatenò una rissa. Le forze dell'ordine spararono uccidendo tre manifestanti e ferendone sei.
Il 26 luglio una manifestazione di contadini a Randazzo, indetta per chiedere una distribuzione pubblica di cibo, fu repressa a fucilate dai carabinieri: sette morti e una trentina di feriti. Il giorno seguente a Catania venne indetto lo sciopero generale e si registrarono scontri tra i manifestanti e la forza pubblica: cinque morti e numerosi feriti.
Il 2 agosto un socialista rimase ucciso in una rissa con i carabinieri a Millesimo. Il giorno seguente nella vicina Savona venne proclamato dalle organizzazioni sindacali lo sciopero generale. Una folla di manifestanti socialisti assaltò uno stabilimento balneare dove numerosi borghesi e ufficiali stavano trascorrendo la giornata. La rissa ben presto si trasformò in guerriglia urbana con sparatorie, accoltellamenti e pestaggi. Due operai rimasero uccisi e numerosi partecipanti agli scontri, di entrambi gli schieramenti, restarono feriti.
Il 9 agosto a Portonovo di Medicina un gruppo di contadini aggredì alcune guardie campestri poste a difesa delle trebbiatrici di un podere dove si era deciso di mietere nonostante l'opposizione della Lega locale. Morirono tre guardie e un socialista. Il 10 agosto, secondo giorno di sciopero generale dei braccianti, il socialista Giovanni Bassi venne ucciso da un crumiro a Dinazzano di Casalgrande. Lo stesso giorno, sempre nel reggiano, il socialista Prospero Casoli venne ucciso da un carabiniere durante un alterco in un'osteria di Castelnovo di Sotto.
Il 29 agosto, a Firenze, un comizio socialista a sostegno della Russia degenerò in scontri tra le forze dell'ordine e i manifestanti. Morirono il commissario Giuseppe Cangiano e due dimostranti.

### La rivolta dei Bersaglieri

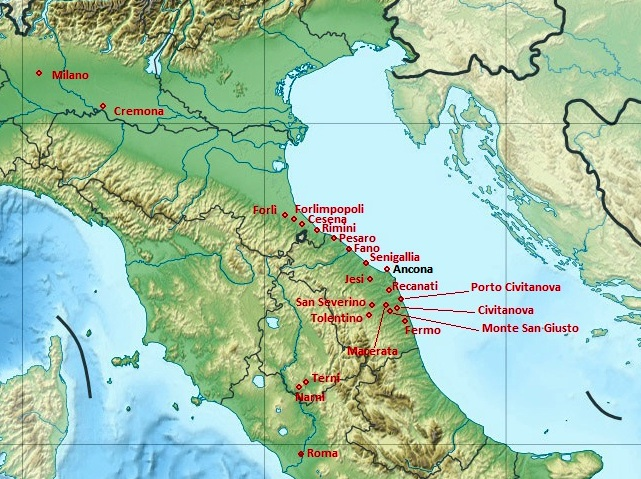
L'estensione della rivolta dei Bersaglieri da Ancona ad altre città italiane (26-29 giugno 1920)

Nel frattempo, allo scopo di sedare le rivolte nel protettorato italiano dell'Albania, il governo Giolitti decise di inviare nuovi reparti militari a supporto del governo locale. L'11 giugno 1920 a Trieste, un gruppo di arditi di un reggimento d'assalto in attesa di imbarcarsi per l'Albania usò le armi contro gli ufficiali, causando due morti e diversi feriti.
Nella notte tra il 25 e il 26 giugno anche un reparto di bersaglieri destinati a partire per l'Albania si ammutinò prendendo il controllo della caserma Villarey ad Ancona. La popolazione locale solidarizzò con gli ammutinati iniziando ad armarsi nonostante l'opposizione dei partiti e dei sindacati. Nel pomeriggio del 26, in seguito a trattative con alti ufficiali dell'esercito, l'ammutinamento dei bersaglieri cessò. Nel frattempo in città furono erette barricate per impedire l'arrivo di militari, carabinieri e guardie regie e la protesta pacifista prese l'aspetto di un'insurrezione armata unita dal motto "Via da Valona", chiedendo la fine del protettorato italiano dell'Albania, visto come un attacco alla libertà dei popoli. Si registrano sparatorie in tutta Ancona tra sovversivi e forze dell'ordine.
La rivolta si espanse anche in altre cittadine marchigiane, come Jesi, Pesaro, Osimo, Fabriano e Porto Civitanova. Disordini si registrano anche in Romagna (Rimini, Cesena, Forlimpopoli e Forlì), in Umbria (Terni e Narni), in Lombardia (Cremona e Milano) e a Roma. Negli scontri si registrano complessivamente una trentina di morti. Quando il re ordinò l'invio delle guardie regie per ristabilire l'ordine, fu indetto uno sciopero nazionale da parte del sindacato dei ferrovieri per impedire che i militi potessero arrivare ad Ancona. Infine il moto fu sedato il 27 giugno solo grazie all'intervento della marina militare, intervenuta per bombardare la città. Il fatto però convinse il governo italiano a rinunciare all'occupazione: con il trattato di Tirana, siglato il 20 luglio 1920, e il trattato di amicizia con gli albanesi, firmato il successivo 2 agosto 1920, l'Italia riconobbe l'indipendenza e la piena sovranità dello Stato albanese e le truppe italiane lasciarono il Paese. Inoltre il trattato sancì il ritiro italiano da Valona, con il mantenimento dell'isolotto di Saseno, a garanzia del controllo militare italiano sul canale di Otranto.

## Le occupazioni delle fabbriche

### L'inizio della vertenza

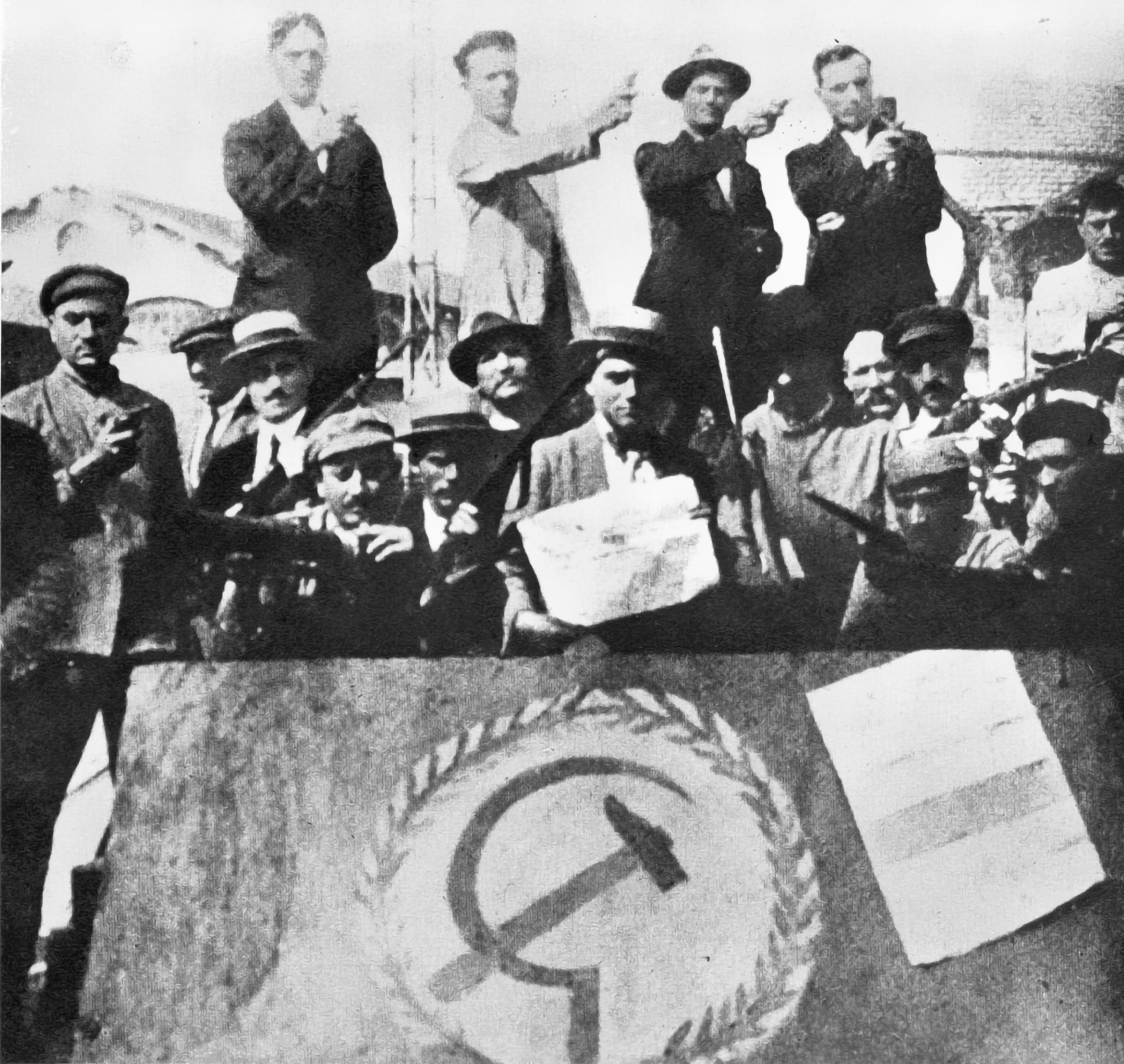
1920: fabbriche presidiate dalle Guardie rosse

Il 18 giugno 1920 la FIOM presentò alla Federazione degli industriali meccanici e metallurgici un memorandum di richieste, che fu seguito da analoghi memoriali da parte degli altri sindacati operai. Tutti i memoriali concordavano nella richiesta di significativi incrementi salariali volti a compensare l'aumentato costo della vita. L'atteggiamento degli industriali di fronte a tali richieste fu di assoluta e totale chiusura; a detta degli imprenditori, il costo derivante dagli aumenti salariali sarebbe stato insostenibile per un settore produttivo che versava già in stato di crisi. A ciò i sindacalisti della FIOM risposero ricordando gli ingentissimi profitti accumulati durante la guerra dalle industrie meccaniche e metallurgiche grazie alle commesse belliche.
Il 13 agosto 1920 gli industriali ruppero le trattative.
(Bruno Buozzi)
La FIOM deliberò a questo punto di procedere all'ostruzionismo: evitando ogni forma di sabotaggio, gli operai avrebbero dovuto ridurre la produzione, rallentando l'attività, astenendosi dal cottimo e applicando minuziosamente le norme sulla sicurezza del lavoro. Qualora gli imprenditori avessero risposto con la serrata, gli operai avrebbero dovuto occupare gli stabilimenti.
Le direttive della FIOM vennero eseguite con zelo dagli operai e condussero a un calo molto significativo della produzione. Il 30 agosto si ebbe la prima contromossa da parte padronale: le Officine Romeo & C. di Milano iniziarono la serrata, benché il Prefetto del capoluogo lombardo avesse espressamente chiesto all'ing. Nicola Romeo di non assumere tale iniziativa. Lo stesso giorno la sezione milanese della FIOM deliberò l'occupazione delle officine metallurgiche della città. Poche ore dopo anche gli opifici della Isotta Fraschini vennero occupati e i dirigenti sequestrati negli uffici. Tra loro anche i fondatori e proprietari Cesare Isotta e Vincenzo Fraschini. Il 31 agosto la Confindustria ordinò la serrata a livello nazionale. La stessa deliberazione era stata assunta, il giorno precedente, dagli industriali metallurgici inglesi.

### Le fabbriche occupate

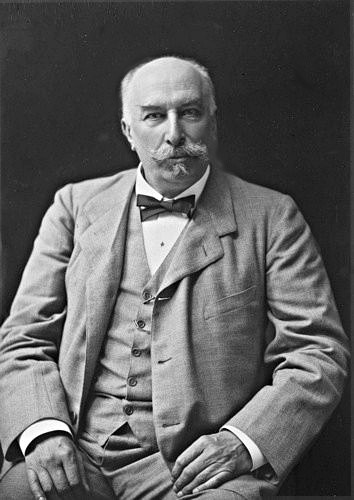
Giovanni Giolitti

Ovunque, la serrata fu puntualmente seguita dall'occupazione degli stabilimenti da parte degli operai. Fra l'1 e il 4 settembre 1920 quasi tutte le fabbriche metallurgiche in Italia furono occupate. Gli operai coinvolti furono più di 400 000 e salirono poi a circa 500 000 quando l'occupazione si estese ad alcuni stabilimenti non metallurgici.
L'occupazione delle fabbriche avvenne (e proseguì) quasi ovunque pacificamente, anche grazie alla decisione, presa dal governo Giolitti, di non tentare azioni di forza; le forze dell'ordine si limitarono a sorvegliare dall'esterno gli stabilimenti senza intervenire. Giolitti intendeva infatti evitare un conflitto armato, che sarebbe potuto sfociare in una guerra civile, e confidava nella possibilità di mantenere il confronto tra operai e imprenditori su di un piano puramente sindacale, in cui il governo avrebbe potuto fungere da mediatore. Su questo punto Giolitti si trovò d'accordo con la dirigenza nazionale della CGdL, che era di orientamento riformista.
Nei primi giorni di occupazione, tuttavia, un fatto di sangue avvenne a Genova; il 2 settembre le guardie regie che presidiavano il cantiere della Foce spararono contro gli operai che cercavano di occuparlo; il calderaio trentacinquenne Domenico Martelli rimase ucciso e altri due operai furono gravemente feriti. Alcune guardie regie fra quelle che avevano aperto il fuoco furono arrestate, ma vennero scarcerate il giorno successivo.
Nelle fabbriche occupate la produzione continuò, anche se in misura ridotta a causa delle difficoltà di approvvigionamento e dell'assenza del personale tecnico e impiegatizio. Torino fu la città in cui l'organizzazione operaia (basata sul sistema dei Consigli di fabbrica) si rivelò più efficiente; furono creati presso la Camera del Lavoro vari organismi (comitati) per coordinare a livello cittadino la produzione, gli scambi, i rifornimenti, e funzionò anche un comitato militare. In almeno un caso (l'officina Fiat Centro) la produzione raggiunse ragguardevoli livelli, toccando il 70 per cento dell'output di prima della vertenza.
A Torino e a Milano, gli operai, tramite le locali Camere del lavoro, tentarono di assicurarsi i necessari mezzi di sostentamento mediante la vendita dei prodotti delle fabbriche occupate; ma i risultati furono trascurabili. Più efficaci a questo scopo furono l'aiuto da parte delle Cooperative (sotto forma di finanziamenti in denaro ed elargizione di generi alimentari) e la solidarietà degli altri lavoratori, che si manifestò mediante collette, allestimento di "cucine comuniste" per gli occupanti e altre iniziative di sostegno.
Durante l'occupazione corsero, sull'armamento operaio, notizie incontrollate che destarono preoccupazione anche in ambito governativo; tuttavia sembra che, generalmente, la forza e la capacità militare degli occupanti non siano andate oltre la mera difesa degli stabilimenti occupati, tranne forse che a Torino, dove gli operai erano, anche militarmente, meglio organizzati che altrove. All'interno delle officine della Società Piemontese Automobili si iniziarono anche a produrre bombe a mano.
Gli operai organizzarono comunque le Guardie Rosse, servizi armati di vigilanza disposti a sostenere lo scontro anche con l'esercito. A favore degli scioperanti intervennero spesso i sindacati dei ferrovieri che organizzarono picchetti armati presso i nodi ferroviari per impedire l'intervento delle guardie regie. Inoltre i sindacati dei ferrovieri collaborarono spesso con gli occupanti, assicurando loro rifornimenti di materie prime e di combustibili.

### La conclusione della vertenza

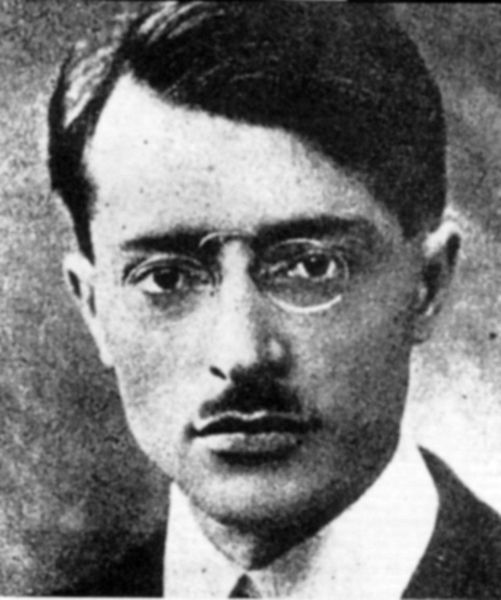
Togliatti negli anni venti

Benché nato come vertenza sindacale, il movimento di occupazione delle fabbriche ebbe fin dall'inizio una tale estensione e una tale risonanza da fare sorgere l'esigenza di una sua soluzione politica. Mentre gli industriali ponevano lo sgombero degli stabilimenti come pregiudiziale per una ripresa delle trattative con gli operai, gli organismi dirigenti di questi ultimi decisero sul da farsi in una serie di tese e drammatiche riunioni che ebbero luogo a Milano fra il 9 e l'11 settembre 1920.
Il 9 settembre si riunì il Consiglio direttivo della CGdL, ove venne in discussione l'ipotesi di un'iniziativa insurrezionale (cui comunque i vertici del sindacato, come si è detto, erano contrari); erano presenti due dirigenti del PSI torinese, uno dei quali era Palmiro Togliatti che, a una precisa domanda, rispose che, in ogni caso, non sarebbero stati gli operai di Torino a cominciare da soli l'insurrezione. Gli ordinovisti temevano, in effetti, che una loro eventuale sortita sarebbe stata sconfessata, a livello nazionale, sia dal partito sia dal sindacato (come del resto era già accaduto in aprile in occasione dello sciopero delle lancette), cosicché il movimento torinese, rimasto ancora una volta isolato, sarebbe stato schiacciato militarmente.
Il 10 settembre, in una riunione congiunta fra la direzione della CGdL e quella del PSI, i massimi dirigenti del sindacato manifestarono l'intenzione di dimettersi qualora il partito si fosse assunto la responsabilità di avocare a sé la guida del movimento per condurlo a un esito rivoluzionario. Ma la segreteria del PSI, di fatto, lasciò cadere la proposta, demandandone la decisione al Consiglio nazionale della CGdL che si sarebbe riunito l'indomani.
Fu così che, l'11 settembre 1920, ebbe luogo la cruciale seduta in cui il Consiglio nazionale della CGdL fu chiamato a deliberare su due mozioni contrapposte: una prevedeva di demandare «alla Direzione del Partito l'incarico di dirigere il movimento indirizzandolo alle soluzioni massime del programma socialista, e cioè la socializzazione dei mezzi di produzione e di scambio»; l'altra mozione, proposta dalla stessa segreteria della CGdL, prevedeva invece, quale obiettivo immediato della lotta, non la rivoluzione socialista bensì solamente «il riconoscimento da parte del padronato del principio del controllo sindacale delle aziende». Prevalse a maggioranza quest'ultima mozione, che sanciva la rinuncia a fare dell'occupazione la prima fase di un più ampio moto rivoluzionario.
Anche dopo il voto, il PSI avrebbe potuto (in base al patto d'alleanza stipulato con la CGdL nel 1918) assumersi d'autorità la guida del movimento, esautorando il sindacato. Ma il segretario del PSI Egidio Gennari dichiarò che il suo partito non intendeva per il momento avvalersi di tale facoltà.
Intanto nelle fabbriche occupate la tensione rimaneva alta. La notte del 13 settembre un industriale torinese, in uno scontro a fuoco, uccise a fucilate due operai, Raffaele Vandich e Tommaso Gatti.
Quando fu chiaro che i massimi organi dirigenti del movimento operaio italiano avevano di fatto rinunciato a ogni ipotesi rivoluzionaria, Giovanni Giolitti ebbe campo libero per spiegare la sua attività di mediazione fra la Confindustria e la CGdL (essendo ormai il PSI fuori dal gioco). Si arrivò così, non senza resistenze da parte confindustriale, all'accordo di massima siglato a Roma il 19 settembre 1920, accordo che fu per gli operai, sul piano strettamente sindacale, un buon successo (perché stabiliva significativi aumenti salariali e miglioramenti normativi in materia di ferie, di licenziamenti ecc.), ma allo stesso tempo una netta sconfitta politica, perché prevedeva lo sgombero delle fabbriche occupate e impegnava soltanto il governo ad approntare un disegno di legge sul controllo operaio (disegno di legge che peraltro non fu mai approvato).
I giorni a ridosso dell'accordo fra industriali e sindacato furono caratterizzati da un acuirsi della tensione a Torino, dove, il 19 settembre, un operaio rimase ucciso in uno scontro fra Guardie rosse e forze dell'ordine; il 22, in altri scontri a fuoco, morirono un brigadiere dei carabinieri, una guardia regia e un passante; il 23 settembre venne alla luce un grave fatto di sangue: furono rinvenuti i cadaveri di un giovane nazionalista e di una guardia carceraria. Più precisamente, si scoprì che l'impiegato oleggese Mario Sonzini, sindacalista e membro della commissione interna alle Officine Metallurgiche, era stato sequestrato dalle Guardie rosse e, dopo una sorta di processo sommario, era stato ucciso a pistolettate, sorte condivisa a poche ore di distanza anche dalla guardia carceraria Costantino Scimula. Dalle seguenti indagini si venne a scoprire che i due uccisi non erano stati gli unici sequestrati dalle Guardie rosse in quei giorni a Torino. La dinamica di questo delitto, che presentava caratteri di particolare efferatezza, fu poi chiarita dal processo penale che ebbe luogo nel 1922 e che si concluse con la condanna di undici imputati a pene che andarono da un anno a trent'anni di reclusione. Le indagini e il processo furono seguiti con grande enfasi dalla stampa, e il tragico caso di Sonzini e Scimula divenne, in quegli anni, uno dei cavalli di battaglia della propaganda anticomunista.
Fra il 25 e il 30 settembre gli occupanti sgomberarono pacificamente le fabbriche, riconsegnandole agli industriali. Il 27 settembre, quando l'occupazione si poteva già considerare conclusa, l'edizione torinese dell'Avanti! pubblicò un editoriale in cui, oltre ad ammettere la sconfitta degli operai, si accusavano i dirigenti riformisti di essere responsabili della medesima. Dopo la ratifica dell'accordo da parte delle rispettive organizzazioni, i dirigenti della FIOM e della Confindustria firmarono il concordato definitivo a Milano il 1º ottobre 1920.

### Gli esiti politici
Le occupazioni, intese come l'inizio di un processo rivoluzionario, non riuscirono a produrre cambiamenti sensibili, soprattutto a causa della mancanza di strategia della classe dirigente socialista e dell'incapacità di diffusione del movimento nel resto della società.
Giolitti assunse un atteggiamento neutrale, nonostante le pressioni degli industriali per sgomberare le fabbriche con l'esercito, presumendo che gli operai, non essendo in grado di gestire le fabbriche, avrebbero prima o poi accettato di trattare. Giovanni Giolitti sintetizzò così la sua linea politica nei confronti dell'occupazione delle fabbriche:
(Giovanni Giolitti)

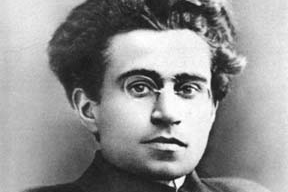
Antonio Gramsci

Del tutto opposta la valutazione offerta, alcuni anni dopo i fatti, da un altro protagonista della vicenda, Antonio Gramsci, il quale affermò che, nei giorni dell'occupazione, la classe operaia aveva dimostrato la sua capacità di autogovernarsi, aveva saputo mantenere e superare i livelli produttivi del capitalismo, e aveva dato prova di iniziativa e di creatività a tutti i livelli; la sconfitta era stata determinata, secondo l'opinione di Gramsci, non da una presunta incapacità degli operai, bensì da quella dei loro dirigenti politici e sindacali:
(Antonio Gramsci)
La vicenda dell'occupazione delle fabbriche ingenerò rabbia e frustrazione negli industriali, i quali, per quasi un mese, si erano visti spossessati dei propri stabilimenti, e che avevano dovuto alla fine accettare le richieste sindacali operaie, e alimentò i loro propositi di rivalsa, anche nei confronti del governo e dello stesso Stato liberale che, a loro giudizio, non li aveva sufficientemente tutelati; la classe operaia, invece, subì un contraccolpo psicologico di delusione e di scoraggiamento, in quanto aveva dovuto restituire agli industriali il possesso delle fabbriche senza ottenere alcun reale avanzamento politico. La conclusione della vicenda portò inoltre a una crisi il Partito Socialista, che si divise tra coloro che ritenevano opportuno continuare la lotta e i dirigenti che avevano accettato l'accordo.
In seguito, la pubblicistica del fascismo dipinse l'occupazione delle fabbriche come emblematica di un'epoca di profondo disordine, caratterizzata da gravi e massicce violenze operaie e dal pericolo incombente di una rivoluzione bolscevica, pericolo che, in Italia, sarebbe stato sventato – secondo questa interpretazione – solo dall'avvento al potere di Mussolini. Dopo la caduta del fascismo, più di uno storico ha invece negato che l'occupazione delle fabbriche potesse avere realmente la possibilità di costituire l'occasione di una rivoluzione proletaria vittoriosa.

## La fine del biennio rosso
Il Partito Socialista Italiano ottenne ancora un successo nelle elezioni generali amministrative che si tennero nell'ottobre e novembre del 1920, raggiungendo la maggioranza in 26 dei 69 consigli provinciali e in 2 022 comuni su 8 346; in particolare, la maggior parte dei comuni dell'Emilia e della Toscana furono conquistati dai socialisti. In questi centri i sindaci e gli amministratori socialisti poterono esercitare una serie di importanti funzioni, fra cui l'assistenza sociale, la riscossione e l'impiego dei tributi locali e la gestione dei beni di proprietà del comune.
Tuttavia i risultati elettorali del PSI furono meno brillanti di quelli conseguiti nelle elezioni politiche del novembre dell'anno precedente. Nelle elezioni amministrative del 1920 si verificò inoltre la tendenza dei partiti borghesi a coalizzarsi in funzione antisocialista, nei cosiddetti "blocchi nazionali" o "blocchi patriottici" che spesso comprendevano anche i fascisti. Ciò fu indice del crescente orientamento di certi settori della borghesia verso soluzioni apertamente antisocialiste e autoritarie.
L'avversione della piccola borghesia verso i moti operai era stata alimentata, fra l'altro, dall'atteggiamento di ostilità del Partito Socialista nei confronti degli ufficiali delle forze armate; questi reduci furono spesso insultati per strada, in quanto ritenuti responsabili dello scoppio della guerra. Ad esempio Piero Operti, che nell'ottobre 1920 a Torino era insieme ad altri reduci degenti nel locale ospedale, riferisce di aver subito un'aggressione da parte di militanti socialisti; secondo il suo resoconto, le medaglie gli furono strappate e, gettate al suolo, gli furono calpestate. Ernesto Rossi, allora reduce di guerra, tra le cause della sua iniziale vicinanza alle posizioni nazionaliste menziona: «Gli articoli e le vignette dell'Avanti!, in cui tutti gli ufficiali reduci dalla guerra venivano presentati come pretoriani al servizio della borghesia – gli insulti e gli sputacchiamenti da parte dei proletari evoluti e coscienti (i comandi militari per evitare incidenti, erano arrivati a consigliare agli ufficiali di vestire in borghese quando c'erano delle manifestazioni socialiste)»; in proposito, Rossi individua nelle «passioni suscitate dalla bestialità dei socialisti» una delle forze che lo avrebbero probabilmente spinto tra le file dei nascenti Fasci di combattimento, se non fosse intervenuta l'amicizia con Gaetano Salvemini a condurlo all'antifascismo liberale.
Secondo Angelo Tasca, all'epoca dirigente socialista, gli episodi di violenza contro i reduci erano in realtà meno gravi e meno frequenti di quanto affermasse la pubblicistica antisocialista dell'epoca, ma cionondimeno essi contribuirono potentemente ad alienare al PSI le simpatie di vasti strati della piccola e media borghesia, da cui proveniva la gran parte degli ex ufficiali e sottufficiali.
Di fatto, verso la fine del 1920, dopo la conclusione della vicenda dell'occupazione delle fabbriche e dopo le elezioni amministrative, il movimento fascista, che fino ad allora aveva avuto un ruolo piuttosto marginale, iniziò la sua tumultuosa ascesa politica che fu caratterizzata dal ricorso massiccio e sistematico alle azioni squadristiche.
Un tentativo di quantificare i costi, in termini di vite umane, delle agitazioni del Biennio rosso fu compiuto da Salvemini: questo storico, basandosi sulle cronache giornalistiche dell'epoca, calcolò in sessantacinque le vittime complessive delle violenze operaie nel biennio, mentre nello stesso periodo centonove militanti di parte operaia morirono per mano delle forze dell'ordine durante scontri di piazza, e altri ventidue furono uccisi da altre persone.
La repressione dei moti popolari fu particolarmente cruenta nelle campagne. Sicuramente l'episodio più efferato fu l'eccidio di Canneto Sabino in provincia di Rieti in cui restarono uccisi undici braccianti, tra cui due donne.
Il 15 gennaio 1921 a Livorno si aprì il XVII Congresso Nazionale del Partito socialista che terminò con la scissione della componente comunista che il 21 gennaio diede vita al Partito Comunista d'Italia. Tra i fondatori del nuovo partito vi furono personaggi di spicco messisi in evidenza durante i moti come Amadeo Bordiga e Antonio Gramsci.

### Letture aggiuntive
- AA. VV. I due bienni rossi del Novecento 1919-1920 e 1968-1969. Studi e interpretazioni a confronto, atti del convegno di Firenze, settembre 2004, Roma, Ediesse, 2006
- Paolo Alatri, Nitti, D'Annunzio e la questione adriatica, Milano, Feltrinelli, 1976
- Giulia Albanese, La marcia su Roma, Roma-Bari, Laterza, 2006
- Andrea Baravelli, La vittoria smarrita. Legittimità e rappresentazioni della Grande Guerra nella crisi del sistema liberale (1919-1924), Roma, Carocci, 2006
- Francesco Barbagallo, Francesco Saverio Nitti, Torino, Utet, 1984
- John Barzman, Entre l'émeute, la manifestation et la concertation: la «crise de la vie chère» de l'été 1919 du Havre, e Tyler Stoval, Du vieux et du neuf: èconomie morale et militantisme ouvrier dans le luttes contre la vie chère à Paris en 1919, in «Le Mouvement social», n. 170, gennaio-marzo 1995, pp. 61–113
- Giampietro Berti, Errico Malatesta e il movimento anarchico italiano e internazionale (1872-1932), Milano, FrancoAngeli, 2003, ISBN 88-464-4934-7.
- Roberto Bianchi, Bocci-Bocci. I tumulti annonari nella Toscana del 1919, Firenze, Olschki, 2001
- Roberto Bianchi, Les mouvements contre la vie chère en Europe au lendemain de la Grande Guerre, in Le XXe siècle des guerres, Parigi, Les Editions de l'Atelier, 2004, pp. 237–245
- Roberto Bianchi, Pace, pane, terra. Il 1919 in Italia, Roma, Odradek Edizioni, 2006
- Gianni Bosio, La grande paura, Roma, Samonà e Savelli, 1970
- Christophe Charle, La crise des sociétés impériales. Allemagne, France, Grande-Bretagne 1900-1940. Essai d'histoire sociale comparée, Parigi, Seuil, 2001
- Renzo De Felice, Mussolini il rivoluzionario, Torino, Einaudi, 1965
- Fabio Fabbri, Le origini della guerra civile. L'Italia dalla Grande Guerra al fascismo. 1918-1921, Torino, UTET, 2009.
- Maurizio Federico, Il Biennio Rosso in Ciociaria, Cassino, IN.GRA.C, 1985* AA. VV., Le rivoluzioni sconfitte, 1919/20, a cura di Eliana Bouchard, Rina Gagliardi, Gabriele Polo, supplemento a "il manifesto", Roma, s.d. (ma 1993)
- Charles S. Maier, La rifondazione dell'Europa borghese. Francia, Germania e Italia nel decennio successivo alla prima guerra mondiale, Bologna, Il Mulino, 1999 (De Donato, 1979)
- Giuseppe Maione, Il biennio rosso. Autonomia e spontaneità operaia nel 1919-1920, Bologna, Il Mulino, 1975
- Marco Mondini, La politica delle armi. Il ruolo dell'esercito nell'avvento del fascismo, Roma-Bari, Laterza, 2006
- Giorgio Rochat, L'esercito italiano da Vittorio Veneto a Mussolini 1919-1925, Roma-Bari, Laterza, 2006
- Giovanni Sabbatucci (a cura di), La crisi italiana del primo dopoguerra. La storia e la critica, Bari, Laterza, 1976
- Claudia Salaris, Alla festa della rivoluzione. Artisti e libertari con D'Annunzio a Fiume, Bologna, Il Mulino, 2002
- Massimo L. Salvadori, Dopo Marx. Saggi su socialdemocrazia e comunismo, Einaudi, Torino 1981
- Franco Schirone (a cura di), Cronache anarchiche. Il giornale Umanità nova nell'Italia del Novecento (1920-1945), Mlano, Zero in condotta, 2010, ISBN 978-88-95950-13-6.
- Andrea Ventura, Italia ribelle: sommosse popolari e rivolte militari nel 1920, Roma, Carocci, 2020.
- L'Unione anarchica italiana. Tra rivoluzione europea e reazione fascista, Milano, Zero in condotta, 2006.